# Rejsby Europæiske Efterskole
Rejsby Europæiske Efterskole er en samfundsfaglig og europæisk funderet efterskole med fokus på fællesskab, faglighed og at forme og danne unge mennesker til at begå sig i en globaliseret verden. Skolen er beliggende i Jylland med undervisning i fem fremmedsprog, fag på gymnasie-niveau, tre rejser og en bred vifte af valgfag.
Rejsby Europæiske Efterskole blev oprettet i 1994 af Thorkild og Ragna B. Hansen. De overtog den gamle folkeskole i Rejsby, som var blevet lukket ned fem år forinden, og opbyggede med hjælp fra mange frivillige Rejsby Europæiske Efterskole. Efter de trådte tilbage ved udgangen af skoleåret 1999-2000, blev ægteparret Lars R. Brudvig og Anne R. Brudvig ansat som forstanderpar på skolen. I skoleåret 2004/2005 tiltrådte Brian Bastiansen stillingen som forstander. I 2019 overtog tidligere viceforstander Karsten Friis posten som forstander, som han havde indtil sommeren 2024, hvor tidligere viceforstander Mikkel Baldersbæk Nielsen overtog.
Efterskolen har løbende istandsat og renoveret, så skolen i dag fremstår lys, moderne og fuldt istandsat. En af de større udvidelser af efterskolens bygninger, der gjorde plads til flere elever, begyndte i 2008. I 2016 begyndte en ny udvidelse som gjorde plads til yderligere 15 elever, så elevtallet nu er oppe på cirka 150.

## Faciliteter
I starten af 2004 fik skolen en ny idrætshal i fuld størrelse. Der er mulighed for at dyrke badminton, indendørs fodbold, håndbold, basketball, volleyball, tennis eller hockey i hallen.
Udover at spille de almindelige boldspil kan man bruge en indendørs klatrevæg og et motions- og træningsrum i hallen. Skolen har samtidig et musiklokale.
Skolen prioriterer højt, at der også i fritiden skal være gode aktivitetsmuligheder. Dette gælder specielt på IT-, idræts- og musikområdet.
Udendørs er der boldbaner med lysanlæg, skolegård med udemål og basketballbane samt bålstedet.
Eleverne har også fri adgang til byens tennis- og beachvolleybane.

## Værdigrundlag
Efterskolen er en boglig efterskole, som lægger specielt meget fokus på Europa og Den Europæiske Union. På et skoleår er der mindst tre udenlandsrejser, hvor skolens elever rejser til et land i Europa. På rejserne besøger eleverne blandt andet EU's hovedsæde i Bruxelles, tager på skitur til Sverige og møder andre europæiske unge på en udvekslingsrejse, hvor eleverne bor en uge hjemme privat hos en eksempelvis spansk, italiensk eller tyrkisk familie.

## Undervisning
Eftersom eleverne er 9. og 10. klasser, er der ved skoleårets slutning obligatoriske prøver (hhv. Folkeskolens Afgangsprøve og Folkeskolens 10. klasseprøve). Derudover er der mulighed for at tage den såkaldte International General Certificate of Secondary Education, der udbydes af University of Cambridge, Diplôme d'études en langue francaise, der udbydes af det franske uddannelsesministerium, samt Goethe-Zertifikat af Goethe-instituttet.